# Ciel
Ciel és un municipi francès, situat al departament de Saona i Loira i a la regió de Borgonya - Franc Comtat. L'any 2007 tenia 684 habitants.

## Demografia

### Població
El 2007 la població de fet de Ciel era de 684 persones. Hi havia 265 famílies, de les quals 54 eren unipersonals (33 homes vivint sols i 21 dones vivint soles), 95 parelles sense fills, 95 parelles amb fills i 21 famílies monoparentals amb fills.
La població ha evolucionat segons el següent gràfic:
Habitants censats

### Habitatges
El 2007 hi havia 300 habitatges, 267 eren l'habitatge principal de la família, 16 eren segones residències i 18 estaven desocupats. 293 eren cases i 5 eren apartaments. Dels 267 habitatges principals, 219 estaven ocupats pels seus propietaris, 37 estaven llogats i ocupats pels llogaters i 10 estaven cedits a títol gratuït; 2 tenien una cambra, 6 en tenien dues, 38 en tenien tres, 82 en tenien quatre i 139 en tenien cinc o més. 227 habitatges disposaven pel capbaix d'una plaça de pàrquing. A 97 habitatges hi havia un automòbil i a 141 n'hi havia dos o més.

### Piràmide de població
La piràmide de població per edats i sexe el 2009 era:
| Homes | Edats   | Dones |
| ----- | ------- | ----- |
| 0     | 95 o +  | 0     |
| 4     | 90 a 94 | 0     |
| 8     | 85 a 89 | 8     |
| 4     | 80 a 84 | 0     |
| 4     | 75 a 79 | 24    |
| 8     | 70 a 74 | 20    |
| 20    | 65 a 69 | 8     |
| 16    | 60 a 64 | 8     |
| 12    | 55 a 59 | 16    |
| 16    | 50 a 54 | 24    |
| 32    | 45 a 49 | 28    |
| 16    | 40 a 44 | 16    |
| 36    | 35 a 39 | 28    |
| 16    | 30 a 34 | 32    |
| 8     | 25 a 29 | 4     |
| 28    | 20 a 24 | 12    |
| 24    | 15 a 19 | 20    |
| 36    | 10 a 14 | 20    |
| 16    | 5 a 9   | 20    |
| 16    | 0 a 4   | 20    |

## Economia
El 2007 la població en edat de treballar era de 435 persones, 341 eren actives i 94 eren inactives. De les 341 persones actives 319 estaven ocupades (177 homes i 142 dones) i 23 estaven aturades (6 homes i 17 dones). De les 94 persones inactives 33 estaven jubilades, 30 estaven estudiant i 31 estaven classificades com a «altres inactius».

### Ingressos
El 2009 a Ciel hi havia 284 unitats fiscals que integraven 758 persones, la mediana anual d'ingressos fiscals per persona era de 17.667 €.

### Activitats econòmiques
Dels 25 establiments que hi havia el 2007, 1 era d'una empresa extractiva, 3 d'empreses alimentàries, 2 d'empreses de fabricació d'altres productes industrials, 4 d'empreses de construcció, 6 d'empreses de comerç i reparació d'automòbils, 2 d'empreses de transport, 2 d'empreses d'hostatgeria i restauració, 2 d'empreses financeres, 2 d'empreses immobiliàries i 1 d'una entitat de l'administració pública.
Dels 6 establiments de servei als particulars que hi havia el 2009, 1 era un taller de reparació d'automòbils i de material agrícola, 2 guixaires pintors, 1 fusteria, 1 restaurant i 1 agència immobiliària.
Dels 2 establiments comercials que hi havia el 2009, 1 era una botiga de més de 120 m² i 1 una botiga de menys de 120 m².
L'any 2000 a Ciel hi havia 25 explotacions agrícoles que ocupaven un total de 1.778 hectàrees.

## Equipaments sanitaris i escolars
El 2009 hi havia una escola elemental.

## Poblacions més properes
El següent diagrama mostra les poblacions més properes.